# Biedconventie
Een biedconventie is een afspraak tussen twee spelers over een afwijkende betekenis van een bod bij het kaartspel bridge. Deze afspraken worden gemaakt opdat de partners sneller kunnen bepalen welk contract zij, met hun beider kaarten, gezamenlijk kunnen halen. Vaak worden conventies samengesmeed tot één geheel, dat dan biedsysteem wordt genoemd.
Een voorbeeld van een conventie is het bod van 2♣ als antwoord op een opening van 1SA van de partner. De 'natuurlijke' betekenis van dit bod is dat de bieder denkt minstens 8 slagen te kunnen halen als klaveren de troefkleur wordt. Door de Staymanconventie wordt de betekenis gewijzigd: nu vraagt de bieder aan zijn partner of deze in het bezit is van vier Harten en/of Schoppen.
Het gebruik van conventies heeft naast voordelen ook altijd nadelen. De natuurlijke betekenis van het conventionele bod vervalt en daarvoor moet binnen het systeem een andere oplossing gevonden worden. Wanneer bijvoorbeeld Stayman gebruikt wordt, moet afgesproken worden wat te doen na 1SA met een zwakke hand met klaveren. Verder moet het betrokken paar te allen tijde bedacht zijn op al hun afgesproken conventies, ook de situaties die bijna nooit voorkomen. Conventies moeten gealerteerd worden en desgevraagd uitgelegd worden, waarbij een vergeten alert of een verkeerde uitleg een overtreding is.
Sommige conventies, zoals de Staymanconventie, zijn een begrip in de bridgewereld en worden over de hele wereld gespeeld. Andere conventies worden slechts door weinig paren gebruikt.

## Systeemkaart
De afspraken zijn openbaar: een bridgepaar is verplicht om een lijst met de afspraken die zij samen hebben, dus het biedsysteem dat zij gebruiken, voor het begin van het spel aan hun tegenstanders te geven. Deze lijst heet systeemkaart. Behalve de biedafspraken moeten ook afspraken over uitkomen en tegenspel hierop worden vermeld.

## Indeling van conventies
Onderstaand zijn enkele veelgebruikte conventies ingedeeld naar hun doel: 
- Sterke openingen
  - ACOL 2 klaveren
  - Sterke 1 klaver
- Zwakke/gemengde openingen
  - Muiderberg
  - Multi
- Conventies om een fit te zoeken
  - Jacoby
  - Minor-suit asking
  - Niemeijer
  - Puppet Stayman
  - Stayman
  - Walsh
- Conventies om een fit te tonen
  - Bergen raises
  - Cue-bod
  - Inverted minor
  - Rosenkranzdoublet
- Slemconventies
  - Blackwood
  - Josephine
- Meerkleurenspellen in verdediging
  - Ghestem
  - Michaels cue-bid
  - Landy convention
  - Unusual 2SA